# Stara Wieś (Gałęzice)
Stara Wieś – część wsi Gałęzice położona w Polsce, w województwie świętokrzyskim, w powiecie kieleckim, w gminie Piekoszów.
W latach 1975–1998 Stara Wieś należała administracyjnie do województwa kieleckiego.